# Фредди Меркьюри
Фре́дди Ме́ркьюри (англ. Freddie Mercury; имя при рождении — Фарру́х Булса́ра (гудж. ફારુખ બલસારા); 5 сентября 1946[…], Занзибар — 24 ноября 1991[…], Кенсингтон, Большой Лондон) — британский рок-певец, композитор и автор песен парсийского происхождения. Вокалист рок-группы Queen.
Меркьюри является автором таких хитов группы Queen, как «Bohemian Rhapsody», «Killer Queen», «Seven Seas of Rhye», «Somebody to Love», «We Are the Champions», «Don’t Stop Me Now», «Crazy Little Thing Called Love» и др. Также занимался сольным творчеством.
В 2002 году Меркьюри занял 58-е место в опросе «100 величайших британцев», организованном компанией «Би-би-си». В 2005 году журнал Blender провёл опрос, по результатам которого Фредди занял второе место среди вокалистов (первое среди мужчин). В 2008 году журнал Rolling Stone поставил его на 18-е место в списке «100 величайших певцов всех времён», а в 2023 году этот же журнал включил его в список «200 величайших певцов всех времён» на 14-м месте. Allmusic охарактеризовал его как «одного из величайших рок-певцов и обладателя одного из величайших голосов за всю историю музыки».

## Биография

### Детство и юность (1946—1964)
Фредди Меркьюри родился 5 сентября 1946 года в Каменном городе — старейшем районе города Занзибара на одноимённом острове в семье парсов из Гуджарата — Боми (14.12.1908 — 25.12.2003) и Джер (29.09.1922 — 13.11.2016) Булсара. При рождении мальчик получил имя Фаррух (в пер. с персидского — «прекрасный», «счастливый»). Его отец работал кассиром при Верховном суде Англии и Уэльса; его фамилия — Булсара — произошла от названия города Валсад к северу от Бомбея. В 1952 году у Фарруха появилась сестра Кашмира.
В 1954 году родители отправили 8-летнего Фарруха в Индию, в школу Св. Петра города Панчгани, что в 150 километрах от Бомбея. В то время значительное формирующее влияние с музыкальной точки зрения на него оказала болливудская певица Лата Мангешкар. В Панчгани мальчик стал жить с дедом и тётей. Уже в школе Фаррух стал называть себя Фредди, увлёкся рок-н-роллом.
Все виды спорта в школе Св. Петра были типично британскими. Фредди не нравились крикет и бег на длинные дистанции — он предпочитал хоккей на траве, спринт и бокс. В десять лет он стал чемпионом школы по настольному теннису, в двенадцать лет получил кубок за победу в юношеском многоборье, а также грамоту «за преуспевание во всех науках и искусствах». Фредди проявлял интерес к музыке и живописи, постоянно делал рисунки для друзей и родственников. Также он пел в школьном хоре и участвовал в постановках спектаклей.
С ранних лет увлекался музыкой, пением, иногда в ущерб занятиям. На музыкальные способности Фредди обратил внимание директор школы Св. Петра. Он написал письмо родителям мальчика, в котором предложил организовать для Фредди курсы игры на фортепиано за небольшую плату. Родители согласились, и Фредди начал с увлечением учиться. По окончании обучения он получил четвёртую степень по теории и практике (англ. Piano Grade IV).
В 1958 году пятеро друзей из школы Св. Петра — Фредди Булсара, Деррик Бранш, Брюс Мюррей, Фаранг Ирани и Виктор Рана — создали свою первую рок-группу, которую они назвали The Hectics (рус. Чахоточные). Группа играла в основном рок-н-ролл на школьных вечерах, танцах и юбилеях.
В 1962 году 16-летний Булсара, провалив выпускной экзамен, покинул школу Св. Петра в Панчгани и вернулся на Занзибар. 10 декабря 1963 года была провозглашена государственная независимость Занзибара от Великобритании. А в начале 1964 года на Занзибаре произошла антифеодальная Занзибарская революция, в результате которой султан Сеид-Джамшид-ибн-Абдулла был свергнут с престола и изгнан из страны, что знаменовало собой конец существования султаната (была провозглашена Народная республика Занзибара и Пембы). В связи с политическими беспорядками в стране семейство Булсара, захватив всего лишь два чемодана с одеждой, улетело в Великобританию.

### В преддверии известности (1964—1970)
Прибыв в Англию, семья Булсара сначала остановилась у родственников, живших в Фелтеме, графство Мидлсекс, потом они купили собственный дом. Фредди, которому к тому моменту было восемнадцать лет, сначала поступил в политехническую школу Айлсворт, где занимался преимущественно живописью, так как хотел поступить в художественный колледж.
У семьи были проблемы с деньгами, поэтому во время каникул Булсара подрабатывал. Вначале он работал упаковщиком в отделе снабжения аэропорта Хитроу в Лондоне, затем — грузчиком на торговом складе Фелтема.
В мае 1966 года, окончив Айлсворт с высоким баллом по живописи, Булсара прошёл собеседование в художественный колледж Илинг в Лондоне, где начал учиться на кафедре графического иллюстрирования осенью того же года.
Вскоре после этого он покинул родительский дом и поселился в съёмной квартире в Кенсингтоне со своим другом Крисом Смитом. Кенсингтон в те годы был сердцем лондонской богемы и искусства. Фредди много рисовал, особое место в его рисунках занимал его кумир — гитарист Джими Хендрикс (на концерты которого он однажды ходил девять вечеров подряд). В Илинге Фредди познакомился и подружился с Тимом Стаффелом, вокалистом, бас-гитаристом и лидером группы Smile. Через некоторое время Тим стал приглашать Фредди на репетиции группы. Фредди оценил потенциал Smile, особенно игру гитариста Брайана Мэя и ударника Роджера Тейлора. Фредди познакомился и с другими молодыми начинающими музыкантами, такими как Тим и Найджел Фостеры. Крис Смит, его сосед по квартире, тоже увлекался музыкой. Фредди и Крис играли вместе, пытаясь смешивать различные стили, но на сцену не выходили.
Летом 1969 года двадцатитрёхлетний Фредди окончил Илинг колледж с дипломом по изобразительному искусству и дизайну. Диссертация Фредди целиком базировалась на творчестве Хендрикса.
13 августа Фредди познакомился с ливерпульской группой Ibex. В состав группы входили гитарист Майк Берзин, бас-гитарист Джон Тейлор по прозвищу Тапп, ударник Мик Смит по прозвищу Миффер (от англ. miff — «злиться», «портить настроение») и ещё один бас-гитарист Джефф Хиггинс, заменявший Таппа, когда тот играл на флейте. С ними был их менеджер Кен Тести. Через десять дней после встречи Фредди уже знал весь репертуар группы, добавил несколько своих песен и отправился с ними на их первый совместный концерт в Болтоне, графство Ланкашир. Их концерты проходили в рамках ежегодного блюз-фестиваля, поэтому мероприятия освещались прессой. Концерты Ibex прошли 23 августа в театре «Октогон» и 25 августа в Королевском парке. «Ibex» исполняли кавер-версии песен Cream, Джими Хендрикса, Led Zeppelin — любимцев Фредди.
В сентябре-октябре 1969 года по предложению Фредди группа была переименована в Wreckage («Обломки кораблекрушения»). Через короткое время группу покинул Миффер, и его место занял Ричард Томпсон, экс-ударник группы «1984», в которой играл Брайан Мэй до Smile. После переименования Wreckage дали несколько концертов, но вскоре, во многом из-за того, что Майк Берзин вернулся в Ливерпуль на учёбу, группа распалась.
Фредди решил найти себе новую группу. Среди объявлений в «Melody Maker» он нашёл вакансию вокалиста в группе «Sour Milk Sea» («Кисломолочное море»). Фредди пришёл на прослушивание и в тот же день был принят, так как другим участникам понравился его голос и манера двигаться. В группе состояли вокалист-гитарист Крис Чезни, басист Пол Милн, ритм-гитарист Джереми Гэллоп по прозвищу Раббер и ударник Роб Тирелл. После нескольких репетиций группа дала пару концертов в Оксфорде, родном городе Криса.
Фредди и Крис подружились, и вскоре Крис переехал в квартиру, где жил Фредди и музыканты из «Smile». Остальным членам «Sour Milk Sea» не нравилась их дружба, они аргументировали эту антипатию беспокойством за будущее группы. В итоге через два месяца Джереми забрал почти всю аппаратуру (поскольку она принадлежала ему), и на этом существование «Sour Milk Sea» завершилось.

### Queen (1970—1991)

#### 1970—1982
В апреле 1970 года Тим Стаффел решил покинуть группу Smile, и место вокалиста в их проекте занял Фредди. По его инициативе группа была переименована в «Queen». Уже в следующем году Queen выступала на разогреве у Yes.
До февраля 1971 года в группе не было постоянного басиста — менее чем за год «Queen» сменили троих человек. Наконец на одной из музыкальных вечеринок они встретили Джона Дикона, чьи способности больше всего устроили группу в профессиональном плане. После этого «Queen» сформировались в окончательном составе.
После того как состав группы стал постоянным, Фредди решил нарисовать её герб. По одной из версий, за основу был взят герб Великобритании с латинской буквой Q, вокруг которой «вплетены» зодиакальные знаки членов Queen: два Льва — Джон Дикон и Роджер Тейлор, краб, вылезающий из огня — знак Рака — Брайан Мэй. Две феи с крыльями — добрые помощницы для героев из британского эпоса (также зодиакальный знак Фредди — Дева).
В 1972 году, во время записи в студии Trident дебютного альбома Queen, Фредди решил сменить свою фамилию Булсара на творческий псевдоним «Меркьюри» (англ. Mercury — «Меркурий» в честь покровительствующей ему планеты). Это имя он использовал в своей песне «My Fairy King» (рус. Мой сказочный король), в которой есть строки: «Mother Mercury, look what they’ve done to me, I cannot run I cannot hide» (рус. Мать Меркурий, посмотри, что они сделали со мной, я не могу бежать, я не могу скрыться). Одновременно с работой над первым альбомом — «Queen» — Фредди принял участие в проекте компании «Trident Studios» под псевдонимом Larry Lurex, исполнив кавер-версии песен «I Can Hear Music» и «Going Back» (по инициативе Фредди Меркьюри в этом проекте были задействованы Брайан Мэй и Роджер Тейлор).
Фредди стал автором первой песни Queen, попавшей в британские чарты — «Seven Seas of Rhye» (1973). Он же сочинил первый хит группы — «Killer Queen» (1974), а также самую успешную композицию Queen — «Bohemian Rhapsody». Песне пророчили провал из-за её слишком большой по меркам того времени продолжительности для сингла и для проигрывания на коммерческих радиостанциях (5:55) и смешения нескольких стилей и жанров музыки. Но Queen выпустили песню в качестве сингла, сняли к ней видеоклип, который стал революцией в музыкальных видео, некоторые даже называют его «первым видеоклипом», хотя клипы к песням снимались и раньше. Песня продержалась на вершине британского хит-парада девять недель.
Меркьюри понимал её эксцентричность и наслаждался этим:

В каждом альбоме мы позволяем себе немного лишнего. Но в этом и заключаются Queen. В определённый момент мы понимаем, что нам хочется перейти границы дозволенного. Это и заставляет нас двигаться вперёд. Если мы выпустим очередной альбом, а люди послушают его и скажут: «Он похож на Sheer Heart Attack, но всё же Sheer Heart Attack немного лучше», я всё брошу. Правда, я так и сделаю.

В 1975 году Queen гастролировала в Японии. Музыканты были крайне удивлены горячим приёмом японских поклонников группы. Брайан Мэй вспоминал:

У нас был некоторый успех в Англии и США, но мы никогда раньше не видели такого фанатизма и обожания. Вдруг в Японии мы стали ощущать себя настоящими звёздами, такими как The Beatles и Bay City Rollers, люди встречали нас криками восторга, что было для нас новостью.

Фредди влюбился в Японию и стал фанатичным коллекционером японского искусства.
7 октября 1979 года сбылась давняя мечта Фредди — он выступил с Королевским балетом. Для своего выступления он выбрал песни «Bohemian Rhapsody» и «Crazy Little Thing Called Love».
В 1980 году Фредди сменил образ — коротко постригся и отрастил усы. Ряд негативных статей о группе на рубеже 1970-х — 1980-х годов озлобил музыкантов. В интервью Дэвиду Виггу 1984 года Меркьюри говорил о тяжести собственного сценического образа и о том, как сложно, побывав в зените славы, доказать окружающим, что ты — обычный человек.

#### Сольная карьера и пик славы в составе Queen (1983—1988)
В конце 1982 года группа Queen заявила, что в следующем году гастролей не будет, группа уходит в отпуск. Фредди Меркьюри давно обдумывал идею выпустить сольный альбом и теперь для этого появилась возможность. В начале 1983 года он приступил к записям в студии Musicland Studios в Мюнхене. В это время он познакомился с композитором Джорджо Мородером, который участвовал в проекте восстановления немого научно-фантастического фильма Фрица Ланга «Метрополис», снятого в 1926 году. Мородер был привлечён в качестве композитора для создания оформления фильма музыкой в современном стиле. Он предложил Меркьюри принять участие в этом проекте. Итогом совместной работы Меркьюри и Мородера стала песня «Love Kills», вышедшая 10 сентября 1984 года.
В конце мая 1983 года Фредди Меркьюри побывал на опере Верди «Бал-маскарад». Здесь он впервые увидел и услышал выдающуюся испанскую оперную певицу Монтсеррат Кабалье. Необыкновенная красота и сила её голоса произвели на него огромное впечатление.
Первым синглом будущего сольного альбома Меркьюри Mr. Bad Guy стала песня «I Was Born to Love You», выпущенная 9 апреля 1985 года. Альбом вышел через три недели, в компании CBS Records. Впоследствии две песни этого альбома — «Made in Heaven» и «I Was Born to Love You», — были перезаписаны участниками Queen для альбома Made in Heaven, выпущенного в 1995 году.
13 июля 1985 года стало особенным днём для Queen и Фредди — в этот день состоялся концерт Live Aid — грандиозное шоу на стадионе «Уэмбли», где присутствовало 75 тысяч зрителей и много известных исполнителей, таких как Элтон Джон, Пол Маккартни, Дэвид Боуи, Black Sabbath, Стинг, U2 и многие другие (параллельно шоу на «Уэмбли» шёл концерт в Филадельфии). Концерт транслировало телевидение всего мира. Выступление Queen было признано одним из лучших и вернуло им статус эффектной и блестящей рок-группы; в Британии даже выпустили специальную марку с изображением Меркьюри (и едва различимым Тейлором на заднем плане).
Год спустя, 11 и 12 июля 1986 года, Queen дали два концерта на «Уэмбли» в рамках тура Magic Tour в поддержку альбома A Kind of Magic. Эти концерты посетило более 120 000 человек. Концерт 12 июля позднее был издан как Queen at Wembley. Завершающее шоу тура в Небуорте 9 августа стало последним выступлением Queen с Меркьюри.
23 февраля 1987 года Фредди Меркьюри выпустил сингл «The Great Pretender» (кавер-версию песни группы The Platters, записанную в студии Townhouse). Также он записал две песни для мюзикла Time 1986 года — одноимённую «Time» и «In My Defence».
В марте 1987 года Фредди Меркьюри встретился с Монтсеррат Кабалье в Барселоне в отеле Ritz и подарил ей кассету с несколькими своими новыми песнями. Эти песни произвели сильное впечатление на Кабалье, и она даже исполнила одну из них, к удивлению Фредди Меркьюри, на концерте в Лондоне, в Ковент-Гарден.
В начале апреля 1987 года Меркьюри и Кабалье начали работу над совместным альбомом. В конце мая в знаменитом «Ку-Клаб» на острове Ивиса состоялся музыкальный фестиваль, где Меркьюри и Кабалье были почётными гостями. Они исполнили на фестивале песню «Barcelona», которую Фредди Меркьюри посвятил родному городу Кабалье. 8 октября 1988 года на фестивале La Nit в Барселоне состоялось второе совместное выступление Меркьюри и Кабалье — они исполнили три песни: «Golden Boy», «How Can I Go On» и «Barcelona». Соавтор этих песен Майк Моран исполнил фортепианные партии к этим песням. Это выступление стало последним появлением Фредди Меркьюри перед публикой. К этому времени музыкант уже был тяжело болен СПИДом.
Альбом Barcelona вышел 10 октября 1988 года. Заглавная песня альбома, «Barcelona» стала одним из двух гимнов Летних Олимпийских игр в Барселоне 1992 года (вторым стала песня «Amigos Para Siempre» Эндрю Ллойда Уэббера и Дона Блэка в исполнении Сары Брайтман и Хосе Каррераса).

#### Болезнь, смерть и похороны (1986—1991)
В 1986 году начали появляться слухи о том, что Фредди Меркьюри болен СПИДом. Изначально в прессу просочилась информация о том, что он сдавал тест на ВИЧ. С 1989 года стали проявляться серьёзные изменения во внешности Меркьюри — он сильно похудел. Однако вплоть до последних дней жизни музыкант отрицал все слухи относительно своего здоровья. О его диагнозе знали только близкие люди.
В 1989 году группа Queen дала первое за несколько лет совместное интервью на радио, где сообщила о том, что хочет отступить от привычной схемы «альбом-тур», в связи с чем в тур на этот раз не поедет. Настоящая причина была в том, что физическое состояние вокалиста группы не позволяло проводить концерты.
Меркьюри, зная, что времени осталось мало, старался записать как можно больше песен. За последние годы жизни, кроме своего сольного альбома Barcelona, музыканту удалось записать песни к ещё трём альбомам группы. При его жизни было выпущено два альбома — The Miracle, который вышел в 1989 году и Innuendo, вышедший в 1991 году. Также к песням этих альбомов было снято несколько видеоклипов. К альбому Innuendo некоторые клипы снимались в чёрно-белом варианте, чтобы завуалировать физическое состояние вокалиста. После смерти Фредди Меркьюри оставшиеся члены группы, использовав записи его голоса, смогли выпустить в 1995 году последний альбом Queen Made in Heaven.
23 ноября 1991 года Меркьюри сделал официальное заявление о том, что болен ВИЧ-инфекцией:

«Учитывая слухи, ходившие в прессе последние две недели, я хочу подтвердить: анализ моей крови показал присутствие ВИЧ. У меня СПИД. Я считал нужным держать эту информацию в секрете, чтобы сохранить спокойствие родных и близких. Однако пришло время сообщить правду моим друзьям и поклонникам во всём мире. Я надеюсь, что каждый присоединится к борьбе с этой ужасной болезнью».

Он также распорядился передать все права на песню «Bohemian Rhapsody» фонду Теренса Хиггинса, созданному для противостояния ВИЧ и СПИД. На следующий день, 24 ноября, около семи часов вечера Фредди Меркьюри скончался в возрасте 45 лет в своём доме в Лондоне от бронхопневмонии, развившейся на фоне ВИЧ-инфекции и СПИД.
Похороны Фредди Меркьюри проводились закрыто — присутствовали только родные и близкие. Несмотря на то что музыкант, став взрослым, больше не следовал зороастрийским верованиям, его родители, исповедующие зороастризм, провели церемонию похорон в соответствии со своими верованиями, за исключением кремации тела, которая по обычаям зороастризма не приветствуется. Питер Фристоун, личный помощник Фредди Меркьюри, так описывал церемонию:

Гроб с телом Фредди перенесли в часовню под звуки песни Ареты Франклин «You’ve Got a Friend». Последовавший затем зороастрийский обряд был продолжением церемонии, начавшейся в полдевятого утра. Два священника-парса, облачённых в белые одежды, проводили её в поминальной часовне похоронного бюро «Джон Нодс и сыновья» в Лэдбоук-Гроув. <…> В конце службы тело Фредди покинуло мир в сопровождении голоса Монсеррат Кабалье, исполнявшей арию «D’Amor Sull’ Ali Rosee» из оперы Верди «Трубадур». Фредди никогда не стремился быть таким, как все, — такое adieu как раз было в его духе, и Фредди бы его одобрил.
Тело Фредди Меркьюри было кремировано. Только его семья и Мэри Остин знают, где покоится прах музыканта — таким было его желание. В начале 2013 года издание The Daily Mirror сообщило, что место упокоения праха артиста обнаружено поклонниками — это кладбище Кенсал-Грин (англ. Kensal Green Cemetery) в Западном Лондоне. Однако это не так: обнаруженное место — всего лишь кенотаф с размещённой на нём неизвестным памятной табличкой, посвящённой Фредди Меркьюри. Табличка пропала спустя несколько недель после публикации новости. Реальное место захоронения праха неизвестно.
В завещании Фредди Меркьюри оставил большую часть своего состояния, в том числе особняк и доход от продаж своих пластинок, Мэри Остин, а также своим родителям и сестре. Кроме того, по 500 тысяч фунтов было завещано его шеф-повару Джо Фанелли, личному помощнику Питеру Фристоуну, Джиму Хаттону, а его личному шофёру Терри Гиддингсу — 100 тысяч. Джим Хаттон вернулся в 1995 году в Ирландию, где и умер 1 января 2010 года от рака лёгких.

### Посмертная слава
Фредди Меркьюри был и до сих пор остаётся одним из самых популярных исполнителей во всем мире. Его сценические образы и эксцентричная манера поведения на сцене известны даже людям, далёким от музыки. 20 апреля 1992 года оставшиеся участники группы Queen Брайан Мэй, Роджер Тейлор и Джон Дикон вместе со многими мировыми поп- и рок-звёздами дали концерт на стадионе «Уэмбли» концерт памяти Фредди, доходы от которого, составившие 19 400 000 фунтов, были направлены в фонды борьбы со СПИДом. 6 ноября 1995 года вышел альбом Made in Heaven с записями, сделанными на весенних сессиях в студии Dreamland в Монтрё в 1991 году.
25 ноября 1996 года, спустя 5 лет после смерти Фредди Меркьюри, в Монтрё (Швейцария), где музыкант много лет работал и отдыхал, ему был открыт памятник. Первоначально музыканты Queen планировали воздвигнуть памятник в Лондоне, и в течение четырёх лет они искали там для него место, но им было отказано. Единственным местом, предложенным для памятника в Лондоне правительством, оказался задний двор художественного колледжа, где учился Фредди. Друзья посчитали это оскорблением памяти великого музыканта. 18 июня 2003 года в Лондоне возле Dominion Theatre, где регулярно проходят постановки шоу We Will Rock You, был открыт другой памятник высотой около 8 метров.
Имя Фредди Меркьюри стало своеобразной маркой в музыке, синонимом рока 1980-х годов. Многие современные певцы берут образ и исполнительскую манеру Фредди за образец, однако ещё никому не удалось добиться такого же успеха, какого смогли достичь Фредди Меркьюри и Queen за 20 лет совместной работы.
Песня «Bohemian Rhapsody», написанная Фредди, была признана «Лучшей песней тысячелетия» по версии The Official Charts Company. Второй такой же известной песней Фредди была и остаётся «We Are The Champions», которая находилась в ротации практически всех радиостанций США, не говоря уже о том факте, что эта композиция стала неофициальным гимном победителей крупных спортивных соревнований.
5 сентября 2016 года в честь Фредди Меркьюри был назван астероид из главного астероидного пояса.
В 2018 году вышел фильм «Богемская рапсодия», где образ великого певца воплотил Рами Малек. За эту роль актёр получил «Оскар».

## Личная жизнь
В начале 1970-х годов у Меркьюри были продолжительные отношения с Мэри Остин, ранее бывшей девушкой Брайана Мэя, благодаря которому он с ней и познакомился. Фредди и Мэри были вместе около семи лет и вместе жили в Западном Кенсингтоне, Лондон. В середине 1970-х годов у певца началась интрижка с исполнительным директором звукозаписывающего лейбла «Elektra Records», и в декабре 1976 года Меркьюри рассказал Остин о своей ориентации, после чего их романтические отношения закончились.

Однажды всё переменилось, когда Фредди признался, что должен сообщить ей кое-что очень важное; то, что изменит их отношения навсегда. Мэри поясняет: «Я была немного наивна, и мне потребовалось время, чтоб осознать правду. В итоге он был рад, что сказал мне, что он бисексуал». Мэри решила, что настало время уйти, но он убедил её не уезжать далеко.
Они остались близкими друзьями, и Меркьюри часто называл Остин своим единственным настоящим другом. В своём интервью в 1985 году Меркьюри сказал: «Все мои возлюбленные спрашивают меня, почему они не могут заменить мне Мэри. Но это просто невозможно. Она — мой единственный друг, и мне не нужен никто другой. Она была фактически моей женой. Мы верим друг в друга, и этого для меня достаточно». Он посвятил Остин несколько песен, наиболее значимой из которых является «Love of My Life». Меркьюри был крёстным отцом старшего сына Мэри Остин, Ричарда, и завещал ей после смерти свой особняк.
В начале 1980-х годов у Меркьюри, как сообщалось, была непродолжительная связь с австрийской актрисой Барбарой Валентин, снявшейся в видеоклипе на песню «It’s a Hard Life». Однако другие источники утверждали, что они были только друзьями, и в действительности у певца был роман с немецким ресторатором Винфридом Кирхбергером.
В 1985 году у Меркьюри начались отношения с парикмахером Джимом Хаттоном (1949—2010). Они провели вместе последние шесть лет жизни певца. Хаттон заботился о Меркьюри во время болезни и был рядом, когда того не стало. О своих отношениях с музыкантом Хаттон написал книгу под названием «Меркьюри и я» (англ. Mercury and Me).

### Сексуальная ориентация
Образ Фредди Меркьюри с самого начала его популярности вызывал немало вопросов насчёт его сексуальной ориентации, но Меркьюри всегда уклонялся от разговоров на тему своей личной жизни, отшучивался или отвечал расплывчато. В интервью 1984 года канадскому журналу «Melody Maker» он заявил:

Журналист: Фредди, я так понимаю, ты был расстроен историей в The Sun насчёт твоего «признания», что ты гомосексуален?
Меркьюри: Мои слова были совершенно неправильно процитированы. Но с самого начала пресса всегда писала о Queen абсолютно всё, что хотела, и это всегда сходило им с рук. Женщина, написавшая эту статью, хотела услышать от меня какую-то шокирующую сенсацию, но ничего не получила. Я сказал: «Что ты хочешь услышать? Что я торгую кокаином?» — но ради Бога, если бы я хотел сделать громкое признание о своей сексуальной жизни, обратился б ли я в The Sun, а не в другие газеты, чтобы это сделать? Я никогда, чёрт возьми, этого не сделаю. Я слишком разумен.
Журналист: Но сейчас хорошее время быть геем. Это выгодно для бизнеса.
Меркьюри: Правда? Правда? Но мне нет никакого резона быть геем сейчас, потому что я в этом бизнесе уже двенадцать лет. Хорошо быть геем или кем-то ещё скандальным, когда ты новичок. Но даже если бы я попытался сказать такое, люди начнут зевать: «О боже, вот Фредди Меркьюри говорит, что он гей, потому что сейчас модно быть геем».
Оригинальный текст (англ.)MM: Freddie, I understand you were upset about a story in The Sun that claimed you had 'confessed' to being homosexual.

Freddie: I was completely misquoted. But from the beginning, the press have always written whatever they wanted about Queen, and they can get away with it. The woman who wrote that story wanted a total scoop from me and didn't get anything. I said: "What do you want to hear? That I deal cocaine?" but for God's sake, If I want to make big confessions about my sex life, would I go to The Sun, Of all Papers, to do it? There's no fucking way I'd do that. I'm too intelligent.
MM: But this is a good time to be gay. It's good for business.

Isn't it? Isn't it? But it's wrong for me to be gay now because I've been in the business for 12 years. It's good to be gay or anything outrageous if your new. But even if I tried that, people would start yawning 'Oh god here's Freddie Mercury saying he's gay because it's trendy to be gay'
— 
После смерти музыканта информационные ресурсы продолжили обсуждать ориентацию Меркьюри. Утверждения прессы о том, что он был геем, основывались, в частности, на интервью с людьми, лично знавшими Меркьюри. Брайан Мэй и Роджер Тейлор дали через неделю после смерти Фредди интервью, в котором Брайан Мэй сказал: «Он был геем и особо не скрывал этого» (англ. He was gay and he was quite public about it), а на концерте памяти Меркьюри, прошедшем весной 1992 года, об открытой бисексуальности певца упомянул Джордж Майкл.

## Голос
Певческий голос Фредди Меркьюри имел несколько редких характеристик: для него характерна высокая частота модуляции, позволявшая петь высокочастотное вибрато; пение с обертонами (встречающееся в тувинском горловом пении). Хотя разговаривал Меркьюри баритоном, в большинстве песен он пел в теноровом диапазоне. Певческий диапазон Меркьюри — от фа-диеза большой октавы до соль второй октавы (92,2 — 784 Гц), что обычно не выходит за средние значения у профессиональных баритонов, но он в то же время мог подняться до F5 тенорового диапазона.

## Факты
- Меркьюри сделал четыре демозаписи с Майклом Джексоном: две версии «There Must Be More to Life Than This» (одна поётся дуэтом, другая — Майклом Джексоном с несколькими небольшими фразами Меркьюри на бэк-вокале, впоследствии композиция вышла в сольном альбоме Фредди Меркьюри Mr. Bad Guy), «State of Shock» (впоследствии была выпущена группой The Jacksons в альбоме Victory) и «Victory» (подробности об этой записи неизвестны)[47]. Сотрудничество так и не состоялось. Фредди Меркьюри писал об этом[48]:

Это были прекрасные песни, но проблемой было время — мы оба были слишком заняты в тот период.
Оригинальный текст (англ.)They were great songs, but the problem was time — as we were both very busy at that period.
— Mercury: An Intimate Biography of Freddie Mercury
- На концертах Queen Меркьюри использовал микрофон с прикреплённой к нему полуразобранной стойкой. Этот отличительный знак, ставший визитной карточкой певца, сформировался у него в годы первых выступлений в Англии в составе группы Wreckage. На концерте, который состоялся на Рождество 1969 года в школе для девочек «Уэйд Дикон» в Уиднесе, Меркьюри, как обычно, прыгал и вертелся по сцене. Ему надоела тяжёлая микрофонная стойка — он отвинтил у неё основание и «после этого прыгал по сцене в своей всем знакомой манере, сжимая в руке прикреплённый к микрофону „лишний“ трёхфутовый стержень»[49].
- Меркьюри в детстве был увлечённым филателистом. Его коллекция выставлялась на филателистских выставках в разных странах[50].
- Меркьюри очень любил кошек, в его особняке в разные годы жило обычно несколько кошек: Оскар, Тиффани, Голиаф, Делайла, Мико, Ромео, Лили[51]. Делайле он посвятил одноимённую песню.

## В культуре
- Образ Фредди Меркьюри — один из основных в балете Мориса Бежара «Дом священника» (музыка группы Queen и В. А. Моцарта, 1997).
- В фильме «Богемская рапсодия» (США, Великобритания, 2018) роль Фредди Меркьюри сыграл актёр Рами Малек. В 2019 году за эту роль он получил кинопремию «Оскар»[52].

## Видео

### VHS-издания
1. The Video EP (выпуск вышел 21 июля 1986 года)
2. The Great Pretender (выпуск вышел 16 марта 1987 года только в Великобритании)
3. The Barcelona EP (выпуск вышел 6 февраля 1989 года)
4. The Video Collection (выпуск вышел 6 ноября 2000 года)

### DVD-издания
1. The Video Collection (выпуск вышел 23 октября 2000 года)
2. Lover of Life Singer of Songs (выпуск вышел 4 сентября 2006 года)
3. Lover of Life, Singer of Songs (Collectors Edition 2CD+2DVD; выпуск вышел 20 ноября 2006 года)

## Дискография
1. Mr. Bad Guy (альбом вышел 29 апреля 1985 года)
2. Barcelona (альбом вышел 10 октября 1988 года)
3. The Freddie Mercury Album (альбом вышел 17 ноября 1992 года)
4. The Great Pretender (альбом вышел 24 ноября 1992 года только в США)
5. Freddie Mercury – Remixes (альбом вышел 1 ноября 1993 года только в Боливии, Бразилии, Италии, Нидерландах и Японии)
6. The Solo Collection (бокс-сет вышел 23 октября 2000 года в Великобритании, Европе и Японии)
7. Solo (альбом вышел в 2000 году)
8. Lover of Life, Singer of Songs (альбом вышел 4 сентября 2006 года).
9. Never Boring (11 октября 2019 года)